# Sébastien Thurière
Sébastien Thurière est un footballeur international haïtien d'origine américaine, né le 6 janvier 1990 à St. Petersburg en Floride.
Il reçoit sa première sélection en équipe nationale lors de l'année 2014.